# Коган, Михаил Иосифович
Коган Михаил Иосифович (род. 26 марта 1947, Новочеркасск, Ростовская область) — уролог, доктор медицинских наук, профессор, заслуженный деятель науки Российской Федерации, проректор по научной работе Ростовского государственного медицинского университета.

## Биография
Коган Михаил Иосифович родился 26 марта 1947 года в г. Новочеркасске Ростовской области. Его отец — военный, офицер; мать работала преподавателем, по образованию-филолог. В 1965 году Михаил Иосифович окончил среднюю школу, после чего, в 1965—1971 годах учился на лечебно-профилактическом факультете Ростовского государственного медицинского института (ныне Ростовский государственный медицинский университет). Проходил интернатуру в области хирургии в Больнице скорой медицинской помощи № 2 Ростова-на-Дону (1971—1972). С 1972 по 1978 год работал врачом-урологом в больнице № 2 Ростова-на-Дону.
В 1978 году защитил кандидатскую диссертацию на тему: «Консервирование и аллотрансплантация мочеиспускательного канала». В 1979—1983 годах работал на должности ассистента, потом — доцента кафедры урологии медицинского института. С 1985 года заведовал курсом урологии кафедры хирургии № 4 Факультета Усовершенствования Врачей Ростовского медицинского института.
В 1987 году защитил докторскую диссертацию на тему: «Диагностика и лечение эректильной импотенции». Доктор медицинских наук, профессор (1994). В последующем работал зав. кафедрой хирургических болезней № 4 факультета повышения квалификации врачей Ростовского государственного медицинского университета (1995—2001), зав. кафедрой урологии РостГМУ (с 2001 г.).
Наряду с научной работой, является редактором журналов «Урология», «Онкоурология», «Южно-Российский медицинский вестник», «Андрология и генитальная хирургия», «Эффективная фармакотерапия (урология и нефрология)», «Креативная хирургия и онкология».
В 2009 году возглавил НИИ урологии и нефрологии РостГМУ. Под руководством М. И. Когана были подготовлены и защищены 8 докторских и 37 кандидатских диссертаций.

## Семья
Женат, имеет сына и дочь. Жена, Коган Татьяна Теодоровна, работала руководителем отделения ультразвуковой диагностики БСМП № 2 Ростова-на-Дону (1991—2006).

## Награды и звания
- «Лучший изобретатель Дона» (2005)
- Заслуженный деятель науки РФ (2006)

## Труды
Коган Михаил Иосифович имеет 60 патентов на изобретения, является автором около 950 научных работ, включая монографии:
- «Современная диагностика и хирургическое лечение рака мочевого пузыря» (в соавторстве с В. А. Перепечаем), 2002.
- «Рак простаты» (в соавторстве с А. Г. Переверзевым), 2003.
- «Эректильная дисфункция», 2005.
- «Онкоурология. Национальное руководство» (в соавторстве с Б. Я. Алексеевым и др.), 2012.